# Liga Nacional de Baloncesto de Venezuela 2016
La temporada 2016 es la XXI edición de la de Liga Nacional de Baloncesto de Venezuela. En este torneo participaron 7 equipos, en una conferencia única.

## Equipos
La temporada cuenta con 07 clubes. Los clubes Waraos de Tucupita, Yaracuyanos BBC y Caciques Falcón desistieron de participar esta temporada. El club Estudiantes de Guárico, que jugó en la LNB por última vez en el 2013, volvió a integrar la máxima categoría. El club Columbus 99 (filial de Guaros de Lara), cambió su nombre a Guaros de Lara. El club ascendido Cangrejeros de Güiria se muda a Maturín, y cambia su nombre a Cangrejeros de Monagas.
- Dos clubes de la temporada 2015: Guaros de Lara 2 (Organización Guaros de Lara), y Atléticos de Caracas.
- Dos clubes ascendidos: el campeón Aragüeños BBC, y el subcampeón Cangrejeros de Monagas.
- Dos clubes que estuvieron en temporadas anteriores: Aduaneros de Carabobo (Organización Trotamundos de Carabobo), y Estudiantes de Guárico.
- Una franquicia nueva: Broncos de Caracas.[5]

## Sistema de competencia
Los 7 equipos, agrupados en una conferencia, disputan un sistema de liga a doble vuelta, con dos partidos por jornada que se disputa los fines de semana mientras descansaba un equipo. Así totalizan en la ronda regular 24 partidos en 14 jornadas dobles. Clasifican los 4 mejores de cada grupo a la ronda eliminatoria para decidir el campeón.
Los play-offs empezaron con los cuartos de final. Todas las series se disputan a 5 juegos para ganar 3.

## Ronda regular

### Conferencia única
| Pos | Equipo                 | J  | G  | P  | PF | PC | Dif | Pts |
| --- | ---------------------- | -- | -- | -- | -- | -- | --- | --- |
| 1   | Broncos de Caracas     | 24 | 21 | 03 | -- | -- | --  | 45  |
| 2   | Guaros de Lara 2       | 24 | 21 | 03 | -- | -- | --  | 45  |
| 3   | Cangrejeros de Monagas | 24 | 15 | 09 | -- | -- | --  | 39  |
| 4   | Aragueños BBC          | 24 | 13 | 11 | -- | -- | --  | 37  |
| 5   | Aduaneros de Carabobo  | 24 | 05 | 19 | -- | -- | --  | 29  |
| 6   | Estudiantes de Guárico | 24 | 05 | 19 | -- | -- | --  | 29  |
| 7   | Atléticos de Caracas   | 24 | 04 | 19 | -- | -- | --  | 27  |

### Resultados
| Fase Regular           | ADU         | ATL          | ARA           | BRO         | CAN          | EST         | GUA         |
| Aduaneros de Carabobo  | --          |              | 72-61 80-66   | 73-94 81-87 |              | 77-73 67-69 | 56-96 63-89 |
| Aragueños BBC          | 84-63 79-77 | --           |               |             |              | NSD 76-75   |             |
| Atléticos de Caracas   |             |              | --            |             | 66-76 74-88  |             | 63-91 70-89 |
| Broncos de Caracas     |             | 86-84 92-77  | 87-66 85-67   | --          |              |             |             |
| Cangrejeros de Monagas |             |              | 100-103 95-87 |             | --           | 81-73 80-69 |             |
| Estudiantes de Guárico |             |              |               | 75-86 82-87 |              | --          |             |
| Guaros de Lara 2       |             | 83-77 100-89 |               |             | 90-74 105-98 |             | --          |

## Play-Offs
Las semifinales se disputaron entre el 3 y el 11 de septiembre, bajo el formato 2-2-1; empezando de local el equipo con mejor desempeño en la ronda regular (posiciones 1 y 2):
|  | Semifinales | Semifinales                | Semifinales | Semifinales          | Semifinales | Semifinales | Semifinales |                        |    | Final | Final | Final | Final | Final | Final |  |
|  |             |                            |             |                      |             |             |             |                        |    |       |       |       |       |       |       |  |
|  |             |                            |             |                      |             |             |             |                        |    |       |       |       |       |       |       |  |
|  | 1.º         | Broncos de Caracas (3)     | 84          | 91                   | 81          |             |             |                        |    |       |       |       |       |       |       |  |
|  | 1.º         | Broncos de Caracas (3)     | 84          | 91                   | 81          |             |             |                        |    |       |       |       |       |       |       |  |
|  | 4.º         | Aragüeños BBC (0)          | 74          | 66                   | 79          |             |             |                        |    |       |       |       |       |       |       |  |
|  | 4.º         | Aragüeños BBC (0)          | 74          | 66                   | 79          |             | GS1         | Broncos de Caracas (3) | 85 | 65    | 83    | 107   |       |       |       |  |
|  |             |                            |             |                      |             |             |             | Broncos de Caracas (3) | 85 | 65    | 83    | 107   |       |       |       |  |
|  |             |                            | GS2         | Guaros de Lara 2 (1) | 75          | 79          | 74          | 96                     |    |       |       |       |       |       |       |  |
|  | 2.º         | Guaros de Lara 2 (3)       | GS2         | Guaros de Lara 2 (1) | 75          | 79          | 74          | 96                     | 80 | 80    | 70    | 70    | 97    |       |       |  |
|  | 2.º         | Guaros de Lara 2 (3)       |             |                      |             |             |             |                        | 80 | 80    | 70    | 70    | 97    |       |       |  |
|  | 3.º         | Cangrejeros de Monagas (2) | 60          | 90                   | 72          | 72          | 86          |                        |    |       |       |       |       |       |       |  |
|  | 3.º         | Cangrejeros de Monagas (2) | 60          | 90                   | 72          | 72          | 86          |                        |    |       |       |       |       |       |       |  |
|  |             |                            |             |                      |             |             |             |                        |    |       |       |       |       |       |       |  |

| Campeón 1.ª División         |
| ---------------------------- |
| Broncos de Caracas 1º título |

## Segunda división
La segunda división fue disputada por 11 equipos, la misma cantidad de la temporada anterior. Fueron divididos en dos conferenciasː oriental con 6, y occidental con 5.

### Equipos
| Equipo                        | Ciudad         | Cancha        | Pos. 2015        |
| ----------------------------- | -------------- | ------------- | ---------------- |
| Comuna El Cementerio          | Caracas        | El Poliedrito | Semifinales      |
| Marinos TNT                   | Puerto La Cruz |               | Semifinales      |
| Tatuyes de Mérida             | Mérida         |               | Cuartos de final |
| Estibadores de Puerto Cabello | Puerto Cabello |               | Cuartos de final |
| Duros de El Tigre             | El Tigre       |               | Fase regular     |
| Industriales de Guacara       | Guacara        |               | Fase regular     |
| Cayaurimas de Sucre           | Cumaná         |               | Campeón (3.ª)    |
| Cumanagotos de Cumaná         | Cumaná         |               | Semifinal (3.ª)  |
| Industriales de Guarenas      | Guarenas       | 14 de Febrero | Cuartos (3.ª)    |
| Marineros de Sucre            | Cumaná         |               | Debut            |
| Saurios de Caracas            | Caracas        |               | Debut            |

La ronda regular quedó de la siguiente forma:

### Conferencia Oriental
| Pos | Equipo               | J  | G  | P  | Pts |
| --- | -------------------- | -- | -- | -- | --- |
| 1   | Marineros de Sucre   | 20 | 16 | 04 | 36  |
| 2   | Comuna El Cementerio | 20 | 14 | 06 | 34  |
| 3   | Cayaurimas de Sucre  | 20 | 12 | 08 | 32  |
| 4   | Cumanagoto BBC       | 20 | 09 | 11 | 29  |
| 5   | Marinos TNT          | 20 | 09 | 11 | 29  |
| 6   | Duros de El Tigre    | 20 | 00 | 20 | 20  |

### Conferencia Centro-Occidental
| Pos | Equipo                        | J  | G  | P  | Pts |
| --- | ----------------------------- | -- | -- | -- | --- |
| 1   | Estibadores de Puerto Cabello | 16 | 14 | 02 | 30  |
| 2   | Industriales de Guarenas      | 16 | 12 | 04 | 28  |
| 3   | Saurios de Caracas            | 16 | 06 | 10 | 22  |
| 4   | Tatuyes de Mérida             | 16 | 05 | 11 | 21  |
| 5   | Industriales de Guacara       | 16 | 03 | 11 | 20  |

### Play-Off 2.ª división
Las semifinales se disputaron entre el 29 de octubre y el 9 de noviembre. Las series se establecieron para el ganador de tres juegos de cinco posibles, bajo el formato 2-2-1; empezando de local el equipo con mejor desempeño en la ronda regular (posiciones 1 y 2):
|  | Cuartos de final | Cuartos de final              | Cuartos de final         | Cuartos de final         | Cuartos de final | Cuartos de final | Cuartos de final   |                      |                      | Semifinales | Semifinales | Semifinales | Semifinales | Semifinales | Semifinales | Semifinales |  |                      | Final                | Final | Final | Final | Final | Final |  |
|  |                  |                               |                          |                          |                  |                  |                    |                      |                      |             |             |             |             |             |             |             |  |                      |                      |       |       |       |       |       |  |
|  |                  |                               |                          |                          |                  |                  |                    |                      |                      |             |             |             |             |             |             |             |  |                      |                      |       |       |       |       |       |  |
|  | 1-O              | Marineros de Sucre            | 90                       | 74                       | 86               |                  |                    |                      |                      |             |             |             |             |             |             |             |  |                      |                      |       |       |       |       |       |  |
|  | 1-O              | Marineros de Sucre            | 90                       | 74                       | 86               |                  |                    |                      |                      |             |             |             |             |             |             |             |  |                      |                      |       |       |       |       |       |  |
|  | 4-CO             | Tatuyes de Mérida             | 57                       | 70                       | 72               |                  |                    |                      |                      |             |             |             |             |             |             |             |  |                      |                      |       |       |       |       |       |  |
|  | 4-CO             | Tatuyes de Mérida             | 57                       | 70                       | 72               |                  | Marineros de Sucre | Marineros de Sucre   | 82                   | 73          | 65          | 75          | 73          |             |             |             |  |                      |                      |       |       |       |       |       |  |
|  |                  |                               |                          |                          |                  |                  |                    | Marineros de Sucre   | 82                   | 73          | 65          | 75          | 73          |             |             |             |  |                      |                      |       |       |       |       |       |  |
|  |                  |                               | Industriales de Guarenas | Industriales de Guarenas | 80               | 75               | 66                 | 68                   | 77                   |             |             |             |             |             |             |             |  |                      |                      |       |       |       |       |       |  |
|  | 2-CO             | Industriales de Guarenas      | Industriales de Guarenas | Industriales de Guarenas | 80               | 75               | 66                 | 68                   | 77                   | 80          | 67          | 81          | 99          | 71          |             |             |  |                      |                      |       |       |       |       |       |  |
|  | 2-CO             | Industriales de Guarenas      |                          |                          |                  |                  |                    |                      |                      |             |             | 81          | 99          | 71          |             |             |  |                      |                      |       |       |       |       |       |  |
|  | 3-O              | Cayaurimas de Sucre           | 67                       | 62                       | 88               | 105              | 68                 |                      |                      |             |             |             |             |             |             |             |  |                      |                      |       |       |       |       |       |  |
|  | 3-O              | Cayaurimas de Sucre           | 67                       | 62                       | 88               | 105              | 68                 |                      |                      |             |             |             |             |             |             |             |  | Comuna El Cementerio | Comuna El Cementerio | 66    | 74    | 84    | 75    |       |  |
|  |                  |                               |                          |                          |                  |                  |                    |                      |                      |             |             |             |             |             |             |             |  | Comuna El Cementerio | Comuna El Cementerio | 66    | 74    | 84    | 75    |       |  |
|  |                  |                               | Industriales de Guarenas | Industriales de Guarenas | 70               | 50               | 81                 | 74                   |                      |             |             |             |             |             |             |             |  |                      |                      |       |       |       |       |       |  |
|  | 1-CO             | Estibadores de Puerto Cabello | Industriales de Guarenas | Industriales de Guarenas | 70               | 50               | 81                 | 74                   | 69                   | 90          | 68          | 70          |             |             |             |             |  |                      |                      |       |       |       |       |       |  |
|  | 1-CO             | Estibadores de Puerto Cabello |                          |                          |                  |                  |                    |                      |                      |             |             | 70          |             |             |             |             |  |                      |                      |       |       |       |       |       |  |
|  | 4-O              | Cumanagotos de Cumaná         | 79                       | 83                       | 73               | 72               |                    |                      |                      |             |             |             |             |             |             |             |  |                      |                      |       |       |       |       |       |  |
|  | 4-O              | Cumanagotos de Cumaná         | 79                       | 83                       | 73               | 72               |                    | Comuna El Cementerio | Comuna El Cementerio | 85          | 65          | 83          | 107         |             |             |             |  |                      |                      |       |       |       |       |       |  |
|  |                  |                               |                          |                          |                  |                  |                    | Comuna El Cementerio | Comuna El Cementerio | 85          | 65          | 83          | 107         |             |             |             |  |                      |                      |       |       |       |       |       |  |
|  |                  |                               | Cumanagotos de Cumaná    | Cumanagotos de Cumaná    | 75               | 79               | 74                 | 96                   |                      |             |             |             |             |             |             |             |  |                      |                      |       |       |       |       |       |  |
|  | 2.º              | Comuna El Cementerio          | Cumanagotos de Cumaná    | Cumanagotos de Cumaná    | 75               | 79               | 74                 | 96                   | 66                   | 85          | 69          | 93          |             |             |             |             |  |                      |                      |       |       |       |       |       |  |
|  | 2.º              | Comuna El Cementerio          |                          |                          |                  |                  |                    |                      |                      |             |             | 93          |             |             |             |             |  |                      |                      |       |       |       |       |       |  |
|  | 3.º              | Saurios de Caracas            | 69                       | 68                       | 62               | 62               |                    |                      |                      |             |             |             |             |             |             |             |  |                      |                      |       |       |       |       |       |  |
|  | 3.º              | Saurios de Caracas            | 69                       | 68                       | 62               | 62               |                    |                      |                      |             |             |             |             |             |             |             |  |                      |                      |       |       |       |       |       |  |
|  |                  |                               |                          |                          |                  |                  |                    |                      |                      |             |             |             |             |             |             |             |  |                      |                      |       |       |       |       |       |  |

| Campeón 3.ª División |
| -------------------- |
| Comuna El Cementerio |

## Tercera División
La tercera división se disputó en 3 grupos, con un total de 15 equipos. Clasificaron a la ronda eliminatoria los primeros cuatro equipos de cada grupo para disputar los sextos de final.

### Grupo Oriental
| Pos | Equipo                     | J  | G  | P  | Pts |
| --- | -------------------------- | -- | -- | -- | --- |
| 1   | Búfalos de Monagas         | 20 | 14 | 06 | 34  |
| 2   | Universitarios de Caripito | 18 | 12 | 06 | 30  |
| 3   | Buffalos de Tucupita       | 18 | 12 | 06 | 30  |
| 4   | Waraos de Tucupita         | 18 | 10 | 08 | 28  |
| 5   | Cangrejeros de Güiria      | 18 | 04 | 14 | 22  |
| 6   | Insulares de Margarita     | 20 | 04 | 16 | 16  |

### Grupo Centro-Oriental
| Pos | Equipo                    | J  | G  | P  | Pts |
| --- | ------------------------- | -- | -- | -- | --- |
| 1   | Anaco Sport Club          | 16 | 10 | 06 | 26  |
| 2   | Universitarios de Caracas | 16 | 10 | 06 | 26  |
| 3   | Unión Ferrocarril del Tuy | 16 | 09 | 07 | 25  |
| 4   | Industriales de Guarenas  | 16 | 09 | 07 | 25  |
| 5   | Indios de Chacao          | 16 | 02 | 14 | 18  |

### Grupo Central
| Pos | Equipo                    | J  | G  | P  | Pts |
| --- | ------------------------- | -- | -- | -- | --- |
| 1   | Guerreros de Tinaquillo   | 16 | 13 | 03 | 29  |
| 2   | Caciques de San Sebastían | 18 | 09 | 09 | 26  |
| 3   | Bushido Los Teques        | 17 | 09 | 08 | 26  |
| 4   | Lanceros de Cojedes       | 17 | 03 | 14 | 20  |

### Primera serie eliminatoria
Los 12 equipos se enfrentaron en 6 series de eliminación directa, con el formato 2-2-1; arrancando de local el mejor equipo. Luego, los 6 ganadores se enfrentaron en los tercios de final, donde clasificaron a las semifinales los tres ganadores y el mejor perdedor, para definir las semifinales y el campeón de la categoría.
| Serie | Selección                        | Resultado | Selección                       |
| CF1   | Guerreros de Tinaquillos (1.º)   | 0-3       | Waraos de Tucupita (4.º)        |
| CF2   | Anaco Sport Club (1.º)           | 3-0       | Lanceros de Cojedes (4.º)       |
| CF3   | Buffalos de Tucupita (3.º)       | 3-0       | Industriales de Guarenas (4.º)  |
| CF4   | Universitarios de Caripito (2.º) | 3-0       | Bushido Los Teques (3.º)        |
| CF1   | Universitarios de Caracas (2.º)  | 3-0       | Caciques de San Sebastián (2.º) |
| CF2   | Búfalos de Monagas (1.º)         | 3-0       | Unión Ferrocarril del Tuy (3.º) |

### Ronda eliminatoria final
|  | Tercios de final     | Tercios de final     | Tercios de final     | Tercios de final     | Tercios de final | Tercios de final | Tercios de final |                  |                   | Semifinales       | Semifinales | Semifinales | Semifinales | Semifinales | Semifinales | Semifinales |  |                      | Final                | Final | Final | Final | Final |  |
|  |                      |                      |                      |                      |                  |                  |                  |                  |                   |                   |             |             |             |             |             |             |  |                      |                      |       |       |       |       |  |
|  |                      |                      |                      |                      |                  |                  |                  |                  |                   |                   |             |             |             |             |             |             |  |                      |                      |       |       |       |       |  |
|  | Univ. de Caripito    | Univ. de Caripito    | 103                  | 109                  | 98               | 75               | 80               |                  |                   |                   |             |             |             |             |             |             |  |                      |                      |       |       |       |       |  |
|  | Univ. de Caripito    | Univ. de Caripito    | 103                  | 109                  | 98               | 75               | 80               |                  |                   |                   |             |             |             |             |             |             |  |                      |                      |       |       |       |       |  |
|  | Waraos de Tucupita   | Waraos de Tucupita   | 97                   | 97                   | 99               | 85               | 78               |                  |                   |                   |             |             |             |             |             |             |  |                      |                      |       |       |       |       |  |
|  | Waraos de Tucupita   | Waraos de Tucupita   | 97                   | 97                   | 99               | 85               | 78               |                  | Univ. de Caripito | Univ. de Caripito | 85          | 95          | 72          | 77          | 85          |             |  |                      |                      |       |       |       |       |  |
|  |                      |                      |                      |                      |                  |                  |                  |                  | Univ. de Caripito | Univ. de Caripito | 85          | 95          | 72          | 77          | 85          |             |  |                      |                      |       |       |       |       |  |
|  |                      |                      | Búfalos de Monagas   | Búfalos de Monagas   | 76               | 103              | 71               | 88               | 78                |                   |             |             |             |             |             |             |  |                      |                      |       |       |       |       |  |
|  | Búfalos de Monagas   | Búfalos de Monagas   | Búfalos de Monagas   | Búfalos de Monagas   | 76               | 103              | 71               | 88               | 78                | 86                | 77          | 78          | 76          | 79          |             |             |  |                      |                      |       |       |       |       |  |
|  | Búfalos de Monagas   | Búfalos de Monagas   |                      |                      |                  |                  |                  |                  |                   |                   |             | 78          | 76          | 79          |             |             |  |                      |                      |       |       |       |       |  |
|  | Búffalos de Tucupita | Búffalos de Tucupita | 83                   | 87                   | 70               | 89               | 71               |                  |                   |                   |             |             |             |             |             |             |  |                      |                      |       |       |       |       |  |
|  | Búffalos de Tucupita | Búffalos de Tucupita | 83                   | 87                   | 70               | 89               | 71               |                  |                   |                   |             |             |             |             |             |             |  | Búffalos de Tucupita | Búffalos de Tucupita | 89    | 91    | 93    |       |  |
|  |                      |                      |                      |                      |                  |                  |                  |                  |                   |                   |             |             |             |             |             |             |  | Búffalos de Tucupita | Búffalos de Tucupita | 89    | 91    | 93    |       |  |
|  |                      |                      | Univ. de Caripito    | Univ. de Caripito    | 82               | 78               | 84               |                  |                   |                   |             |             |             |             |             |             |  |                      |                      |       |       |       |       |  |
|  | Anaco Sport Club     | Anaco Sport Club     | Univ. de Caripito    | Univ. de Caripito    | 82               | 78               | 84               | 87               | 84                | 83                |             |             |             |             |             |             |  |                      |                      |       |       |       |       |  |
|  | Anaco Sport Club     | Anaco Sport Club     |                      |                      |                  |                  |                  |                  |                   |                   |             |             |             |             |             |             |  |                      |                      |       |       |       |       |  |
|  | Univ. de Caracas     | Univ. de Caracas     | 82                   | 82                   | 72               |                  |                  |                  |                   |                   |             |             |             |             |             |             |  |                      |                      |       |       |       |       |  |
|  | Univ. de Caracas     | Univ. de Caracas     | 82                   | 82                   | 72               |                  | Anaco Sport Club | Anaco Sport Club | 64                | 86                | 72          | 84          |             |             |             |             |  |                      |                      |       |       |       |       |  |
|  |                      |                      |                      |                      |                  |                  |                  | Anaco Sport Club | 64                | 86                | 72          | 84          |             |             |             |             |  |                      |                      |       |       |       |       |  |
|  |                      |                      | Búffalos de Tucupita | Búffalos de Tucupita | 84               | 70               | 79               | 92               |                   |                   |             |             |             |             |             |             |  |                      |                      |       |       |       |       |  |
|  |                      |                      | Búffalos de Tucupita | Búffalos de Tucupita | 84               | 70               | 79               | 92               |                   |                   |             |             |             |             |             |             |  |                      |                      |       |       |       |       |  |
|  |                      |                      |                      |                      |                  |                  |                  |                  |                   |                   |             |             |             |             |             |             |  |                      |                      |       |       |       |       |  |
|  |                      |                      |                      |                      |                  |                  |                  |                  |                   |                   |             |             |             |             |             |             |  |                      |                      |       |       |       |       |  |
|  |                      |                      |                      |                      |                  |                  |                  |                  |                   |                   |             |             |             |             |             |             |  |                      |                      |       |       |       |       |  |
|  |                      |                      |                      |                      |                  |                  |                  |                  |                   |                   |             |             |             |             |             |             |  |                      |                      |       |       |       |       |  |

| Campeón 3.ª División |
| -------------------- |
| Búffalos de Tucupita |